# Oskar Fleischer
Oskar Fleischer (født 2. november 1856 i Zörbig, død 8. februar 1933 i Berlin) var en tysk musikhistoriker.
Fleischer studerede filologi i Halle og, efter absolvering af doktor- og statseksamen, endvidere musikvidenskab i Berlin under Spitta og Bellermann. Han drog med statsstipendium til Frankrig og Belgien og gjorde senere en 3-årig studierejse til Italien. Efter sin hjemkomst blev han 1888 sat i spidsen for det nyoprettede kongelige museum for musikinstrumenter i Berlin og har senere betydelig forøget denne samling, hvilken blev en af de rigeste i verden under hans ledelse. I 1892 habiliterede han sig som privatdocent ved Universitetet i Berlin og blev 1895 Spittas efterfølger som professor sammesteds. Blandt hans skrifter mærkes Denis Gaultier, afhandlinger om fransk lutmusik, Führer durch die Sammlung alter Musikinstrumente in Berlin samt hans undersøgelse Neumen-Studien (I—III, 1895—1904), der har åbnet nye og betydningsfulde synspunkter for forskningen af middelalderens nodeskrift.